# Stephen Bosworth
Pour les articles homonymes, voir Bosworth.
Stephen Warren Bosworth, né le 4 décembre 1939 à Grand Rapids et mort le 3 janvier 2016 à Boston, est un universitaire et diplomate américain.
Il a été ambassadeur en Tunisie (1979-1981), directeur de la planification politique (1983-1984), ambassadeur aux Philippines (1984-1987) et en Corée du Sud (1997-2001) puis premier directeur de l'Organisation de développement énergétique coréenne (1995-1997). Il a été nommé en février 2009 représentant spécial américain pour les questions nord-coréennes par le secrétaire d'État Hillary Clinton.